# Kawarau River

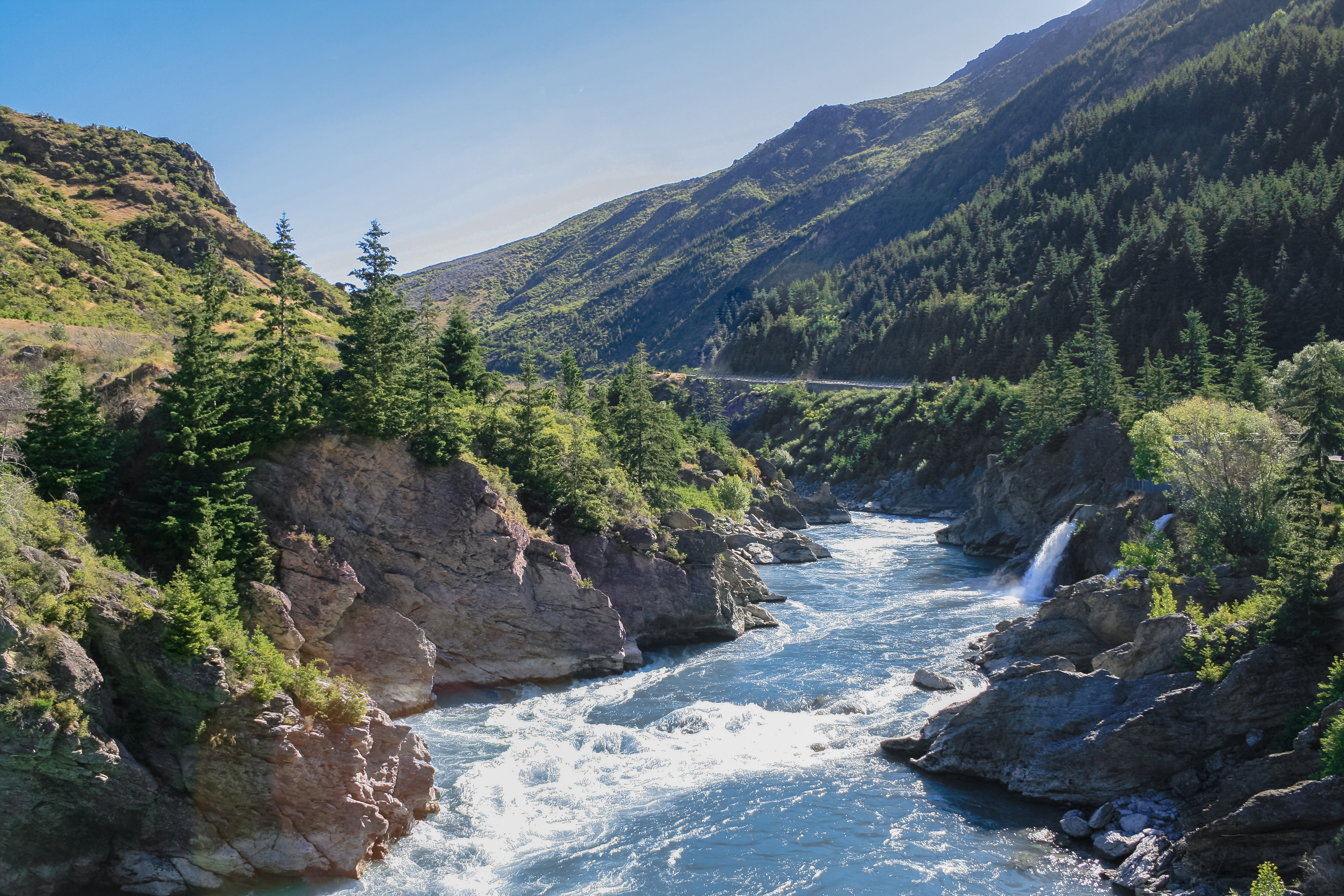
Vista del río en las cercanías de Queenstown.

Kawarau es un río situado en el noroeste de la región de [[Región de Otago|Otago]] en la Isla Sur de Nueva Zelanda. Es la salida del lago Wakatipu y para seguir un caudal de alrededor de 60 km en dirección este. Al hacerlo, pasa el desfiladero de Kawarau y luego, después de un breve giro hacia el norte, desemboca en el lago Dunstan en Cromwell. El río Shotover es un afluente a la izquierda y el río Nevis a la derecha del río Kawarau. El río se caracteriza por numerosos rápidos y fuertes corrientes.
El río tiene un caudal medio de 216 m3/s en la estación de monitoreo de Chards Road.
La central hidroeléctrica Roaring Meg desemboca en Kawarau, el cual ha inundado la estación eléctrica inferior en varias ocasiones. A unos pocos cientos de metros debajo de la planta de energía hay un puente natural, el río se estrecha allí en tan solo 1,2 metros de anchura. En el pasado, los buscadores de oro usaban este sitio como un pasaje desde Dunedin en el camino hacia los campos de oro Arrow.
En el siglo XIX también se extraía oro del río. Algunas de las chozas de los mineros todavía se conservan. Hoy en día también se practica la viticultura en la zona.
En 1924 se fundó una empresa para drenar el río bloqueando el drenaje del lago Wakatipu para excavar en busca de oro en el lecho del río. En 1927 se completaron diez enormes puertas. Aunque el nivel del agua bajó, el lecho del río no se drenó como se esperaba. Las puertas ahora forman parte de la carretera estatal 6 de Nueva Zelanda. El Goldfields Mining Center en el desfiladero está dedicado a la extracción de oro.
En el río se pueden realizar paseos en lancha motora, rafting, surf y puenting. El puente Kawarau situado a 43 m sobre el río es hoy un monumento cultural, fue el lugar donde se hicieron por primera vez en el mundo saltos comerciales de puenting. El río también es el primero en Nueva Zelanda que se utiliza para el rafting comercial.
Los cuatro principales rápidos comerciales son Smiths Falls, Twin Bridges, Do Little Do Nothing y el Chinese Dog Leg de una longitudo de 400 m. Entre ellos se encuentran las peligrosas secciones Nevis Bluff, Citroen y Roaring Meg. Por lo general, estos no son accesibles debido al peligro.
El río también sirvió de escenario para la película El señor de los anillos: La comunidad del anillo.
Los lugareños pronuncian el nombre del río "K'worra". El río no tiene conexión con la ciudad de Kawerau en la Bahía de Plenty.

## Orden de conservación de agua
Una Orden de Conservación del Agua protege el río debido a su carácter salvaje y pintoresco, su naturaleza, su importancia científica y su valor recreativo. Por lo tanto, el río no debe ser represado y la calidad del agua debe mantenerse a un cierto nivel. La orden cubre el curso del río desde las puertas del lago Wakatipu hasta Scrubby Stream.